# Carl Braun (kompositör)
Carl Anton Philipp Braun, född den 26 december 1788 i Mecklenburg, död den 11 juni 1835, var en tyskfödd svensk kompositör.
Braun anställdes 1807 vid kungliga kapellet i Köpenhamn. Han flyttade till Stockholm 1815 och blev då oboist i Hovkapellet. Han verkade samtidigt som musikdirektör vid andra livgardet och två indelta regementen. Han var känd som virtuos på sitt instrument och komponerade samtidigt såväl instrumentalverk som scenmusik, körverk och solosånger. Bland tonsatte han skådespelen Axel och Valborg, Skulden och Wallensteins död. Mest känd är han dock som arrangör och kompositör av militärmusik.

## Musikverk

### Skådespel och baletter
- Axel och Valborg, tragedi i 5 akter.[5]
- Balett (pas de deux).[5]
- Ouvertyr till Jenny Mortimer. Uppförd 1817-1837, 1821 i Göteborg (5 gånger) och 1830 i Falun.[5]
- Skulden i f-moll. Uppförd 1820 i Linköping, 1824 i Jönköping och 1830–1846 (24 gånger).[5]

### Orkester
- Andante och rondo för fagott och orkester. Uppförd april 1818.[5]
- Andante med variationer för oboe och orkester. Uppförd april 1819, 1821 (två gånger) och 1826.[5]
- Adagio med variationer för valthorn och orkester. Uppförd augusti 1827.[5]
- Capriccio för oboe och orkester. Uppförd januari 1822 och 1827.[5]
- Dubbelkonsert för oboe och fagott. Uppförd maj 1816 (två gånger) och 1818-1821.[5]
- Oboekonsert. Uppförd 1816–1820 och 1823.[5]
- Ouvertyr i D-dur. Tillägnad Kungliga Hovkapellet. Uppförd oktober 1830.[5]
- Ouvertyr - Andante Maestoso i D-dur. Uppförd 1812 i Köpenhamn, 1816–1822, 1821 i Karlskrona och 1826.[5]
- Ouvertyr nummer 1 i gammal stil i C-dur. Tillägnad Harmoniska Sällskapet. Uppförd maj 1829.[5]
- Ouvertyr nummer 2 i gammal stil i G-dur. Uppförd november 1829.[5]

#### Blåsorkester
- Adagio och polonäs i Eb-dur. Uppförd juli 1822.[5]
- Adagio och polonäs i Eb-dur för trumpet och orkester. Uppförd oktober 1825 i Norrköping.[5]
- Adagio och polonäs i Eb-dur för trumpet och orkester. Uppförd januari 1825 och 1835 i Medevi.[5]
- Adagio med variationer i Eb-dur, för horn, trumpet och orkester. Uppförd september 1825 i Linköping.[5]
- Konsertant för horn, trumpet och orkester. Uppförd augusti 1827 och 1838.[5]
- Grand marsch i Eb-dur.[5]
- Honnör för fanan i Eb-dur (Svenska arméns paradmarsch).[5]
- Marsch i F-dur.[5]
- Pas Redouble nummer 1 i F-dur.[5]
- Pas Redouble nummer 2 i F-dur.[5]
- Tempo di valze i F-dur.[5]

### Kammarmusik
- Kvintett i a-moll för fagott och stråkkvartett.[5]
- Konsert i D-dur för traversflöjt och stråkkvartett.[5]
- Stråkkvartett nummer 1 i A-dur.[5]
- Stråkkvartett nummer 2 i f-moll. Tillägnad Johan Mazer.[5]
- Två kvartetter för flöjt, oboe, horn eller bassetthorn och fagott.[5]

1. Kvartett i F-dur
2. Kvartett i Eb-dur

- Fuga, Allegro för stråkkvartett. Uppförd av Mazerska kvartettsällskapet.
- Sonat i C-dur för oboe och pianoforte.[5]
- Sonat i F-dur för oboe (flöjt eller violin) och piano.[5]
- Två duetter för två flöjter.[5]

1. Duett i G-dur
2. Duett i D-dur

- Duett i G-dur för två violiner.[5]
- Duett i C-dur för två bassetthorn.[5]
- 18 stycken Caprices för oboe.[5]
- Divertimento för oboe. Uppförd februari 1822.[5]
- Två duetter i F-dur för oboe och fagott. Uppförd november 1827.[5]
- Konsert för valthorn. Tillägnad Frans Preumayr eller Johan Conrad Preumayr. Uppförd februari 1817.[5]
- Variationer för tre basuner. Uppförd oktober 1830.[5]
- Variationer för trumpet. Uppförd 1826, 1827 och 1835 i Linköping, 1830 i Norrköping och 1835 i Vadstena.[5]

### Piano
- Olika bagateller.[5]

1. Andante i A-dur.
2. Allegro "Alla Norvège" i A-dur
3. Larghetto i g-moll
4. Allegro vivace i D-dur
5. Andante fugato i e-moll
6. Adagio i G-dur
7. Adagio i A-dur
8. Allegretto canon de la quarte i Eb-dur
9. Polonäs i d-moll

- Sex lätta variationer.[5]